# Canal de Miribel
Der Canal de Miribel ist Teil eines französischen Hochwasserschutzes, der im östlichen Ballungsraum von Lyon Überflutungen durch die  Obere Rhône verhindern soll. Dies erfolgt dadurch, dass in diesem Gebiet die Rhône in die zwei Arme Canal de Miribel und Canal de Jonage aufgeteilt wird. Der Bau dieser Kanäle hatte zum Ziel, die Rhône im Gebiet der Insel Miribel, wo es bei Hochwasser zu großen Überflutungen und Sumpfbildungen kam, zu regulieren und damit die Großstadt Lyon zu schützen. Da die Obere Rhône für die Schifffahrt ohnehin kaum geeignet ist, werden die Kanäle nicht – oder nur am Rande – für den Schiffsverkehr genutzt. Das zwischen den beiden Kanälen urbar gemachte Gebiet bildet heute das Naturschutzgebiet Grand Parc de Miribel-Jonage.

## Geografie
Der Canal de Miribel wurde auf einem ehemaligen Seitenarm der Rhône errichtet, daher wird er in der französischen Gewässerdatenbank SANDRE nicht als eigenes Gewässer geführt, sondern als Teil der Rhône. Der nach Süden abzweigende Canal de Jonage stellt hingegen als eigenes Gewässer dar, das in der Stadt Lyon mit dem Canal de Miribel wieder zusammentrifft und beide ab dort wieder gemeinsam als Fluss Rhône bezeichnet werden.

## Verlauf und technische Infrastruktur
Die Abzweigung der beiden Kanäle erfolgt an der Gemeindegrenze von Jons und Niévroz. Nach einem Stauwehr am Beginn verläuft der Canal de Miribel generell in westlicher Richtung durch die Landschaft Côtière, passiert dabei die Départements Ain und Métropole de Lyon und erreicht nach insgesamt rund 18 Kilometern im Gemeindegebiet von Villeurbanne erneut den Canal de Jonage. Etwa 4,5 Kilometer vor der Mündung zweigt nach links die Vieux Rhône ab – ein Relikt des ehemaligen Flussverlaufes – der in den Canal de Jonage vor der Wiedervereinigung einmündet.
Im Ballungsraum von Lyon trifft der Kanal auf eine Reihe von hochrangigen Verkehrsverbindungen. Es sind dies (in Fließrichtung gesehen):
Autobahn A432, Hochgeschwindigkeitsstrecke LGV Rhône-Alpes, Autobahn A42 und Autobahn A46. In seinem Unterlauf begleitet ihn die Bahnstrecke Lyon–Genève am rechten Ufer.

### Orte am Kanal
- Jons
- Niévroz
- Thil
- Beynost
- Saint-Maurice-de-Beynost
- Miribel
- Neyron
- Rillieux-la-Pape
- Caluire-et-Cuire
- Villeurbanne

## Geschichte
Bis ins 19. Jahrhundert bildeten die dortigen Arme der Rhône (heute Vieux Rhône genannt) ein etwa 15 Kilometer langes und vier Kilometer breites Delta in der Talsohle östlich von Lyon. Während diese Feuchtzonen eine teilweise Aufnahme der saisonalen Überschwemmungen ermöglichten, führte die Verschiebung der Arme je nach Hochwasser zu häufigen Streitigkeiten zwischen den Ufergemeinden über die Besitzverhältnisse der überfluteten Landflächen. Die Planungen begannen 1832, bereits 1840 wurden erste Deiche gebaut. Im Jahr 1848 gruben die vielen damals arbeitslosen Einwohner von Lyon den Canal de Miribel als Ersatz für die Vieux Rhône, um den Fluss aus der Talsohle abzulenken, für die Schifffahrt zu erschließen und die Feuchtzonen zu stabilisieren. Der 18 Kilometer lange Kanal wurde 1857 fertiggestellt. In Summe war er jedoch ein durchschlagender Misserfolg, weil er am nördlichen Ufer entlang einer Geländestufe angelegt wurde, die bei Hochwasser unterspült wurde und die dadurch freigesetzten Schlick und Geröllmassen bald wieder den Kanal verlegten und für die Schifffahrt unpassierbar machten.
Sein Bau führte jedoch zum Austrocknen einiger Altarme und zur Stabilisierung der Inseln im Feuchtgebiet. Von da an entwickelte sich dort der Auwald, ein natürliches Ökosystem, das auf Schwemmland angelegt ist.
Erst in den Jahren 1934 bis 1937 wurde das Stauwehr Barrage de Jons erbaut um die Wasserführung zwischen dem Canal de Jons und dem Canal de Miribel regulieren zu können.
Zwischen den beiden Kanälen ist ein Naturschutzgebiet entstanden, das im Grand Parc de Miribel-Jonage das ganze Jahr über Naturentdeckungen und viele andere Aktivitäten ermöglicht.

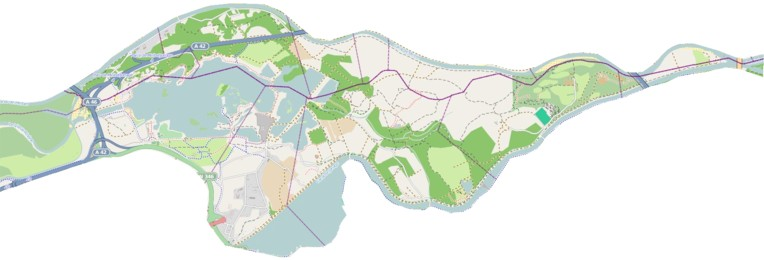
Plan Grand Parc de Miribel-Jonage. Nördliche Grenze Canal de Miribel, im Süden Canal de Jonage
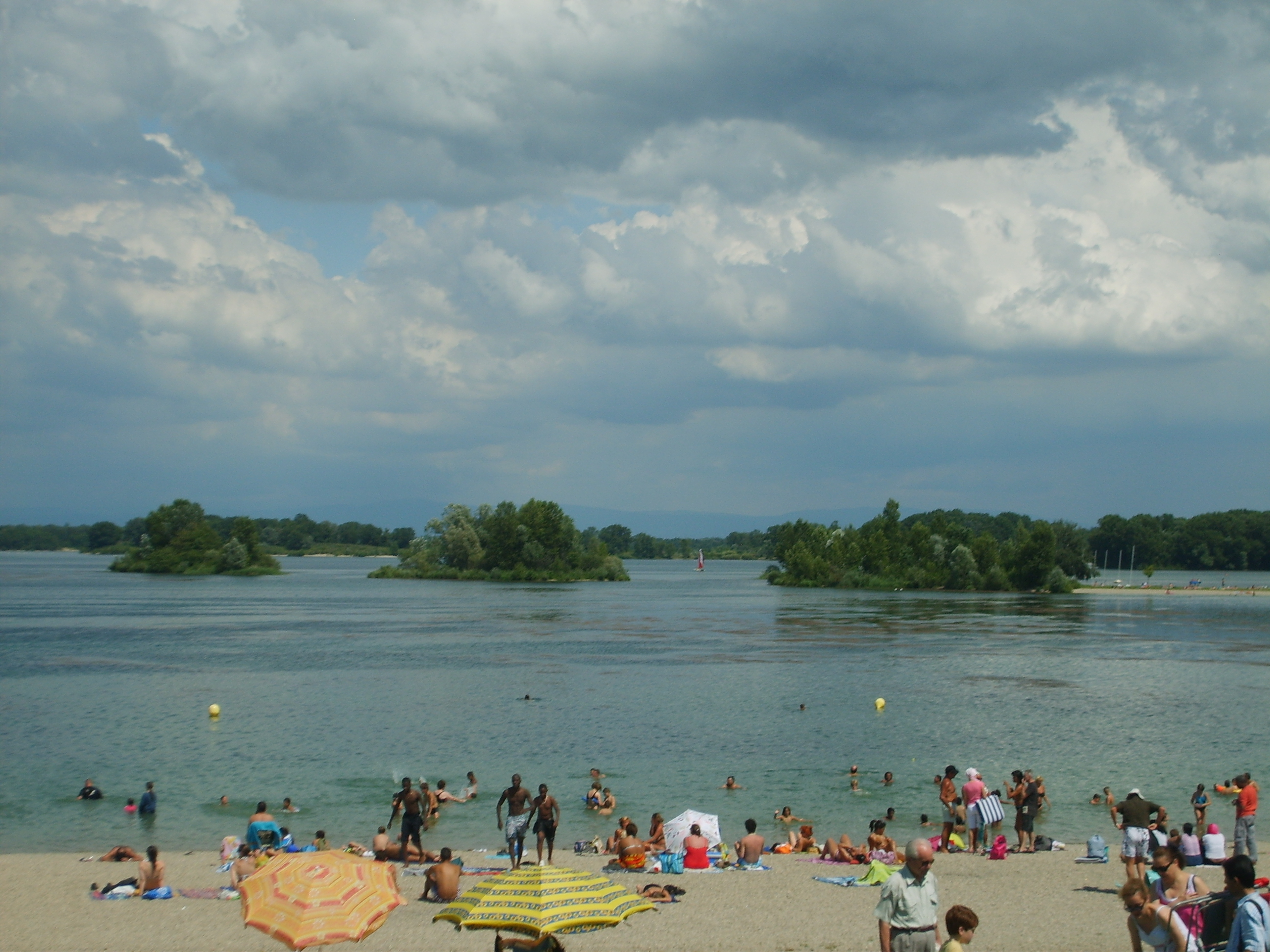
Erholungsgebiet im Grand Parc de Miribel-Jonage
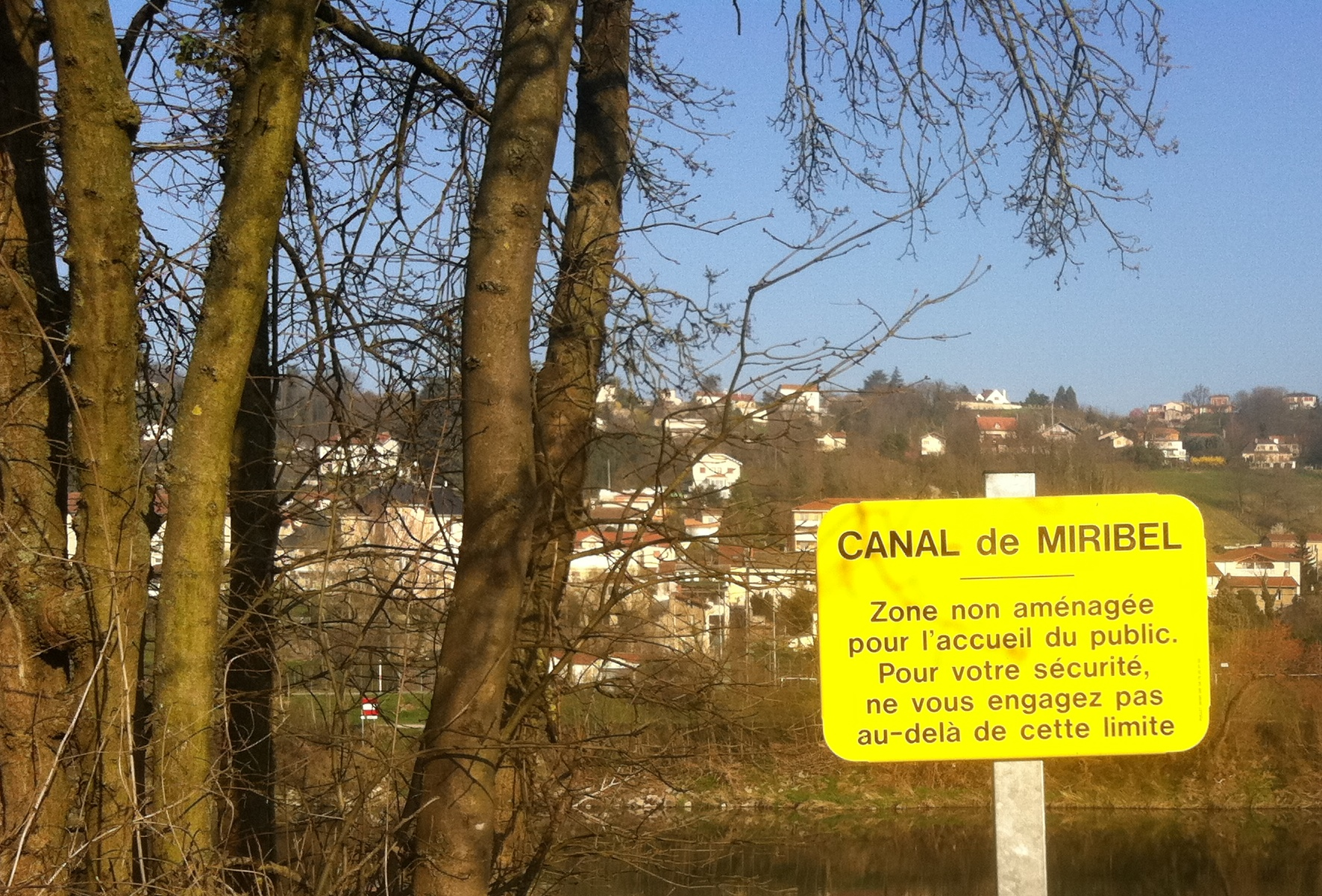
Hier ist der Park zu Ende – kein Zugang zum Kanal

## Zukunft
Seit 2016 wird am Projekt „Anneau Bleu“ geplant, das 13 Jahre dauern soll und unter anderem eine Erneuerung des Canal de Miribel vorsieht. Ziel ist es, den Kanal, dessen Bett in den letzten 50 Jahren um vier Meter abgesackt ist, umfassend zu sanieren. Für einen Gesamtbetrag von 42 Millionen Euro sieht das Projekt vor, das Bett und die Ufer umzugestalten, die Vegetation auszudünnen, die Formen zu diversifizieren, die Deiche zurückzuversetzen und die Aufforstung der Ufer wiederherzustellen.